# Rachel Reeves
Pour les articles homonymes, voir Reeves.
Rachel Reeves, née le 13 février 1979 à Lewisham (Londres), est une économiste et femme politique britannique, membre du Parti travailliste. Elle est députée de la circonscription de Leeds West à la Chambre des communes depuis 2010.
Elle est secrétaire d'État fantôme au Travail et aux Retraites à partir de 2013, mais des suites de l'élection de Jeremy Corbyn à la tête du parti en 2015, qui marque un tournant à gauche, elle ne revient pas au cabinet fantôme après son congé de maternité.
Le 12 juillet 2017, Reeves est élue présidente de la commission de Stratégie commerciale, énergétique et industrielle de la Chambre des communes. En 2020, elle fait son retour au cabinet fantôme sous Keir Starmer. En 2021, est promue chancelier de l'Échiquier fantôme. En 2024 après la victoire du parti travailliste aux élections, elle est nommée chancelière de l'Échiquier au sein du gouvernement Starmer et devient la première femme de l'histoire britannique à se voir confier ce poste.

## Jeunesse et carrière
Elle est la fille de Graham et Sally Reeves de Lewisham, au sud-est de Londres,, et fait ses études à la Cator Park School for Girls à Bromley. À l'école, elle remporte un titre de champion d'échecs féminin britannique des moins de 14 ans dans un tournoi organisé par la British Women's Chess Association.
Après avoir suivi un A-Levels en politique, économie, mathématiques, elle étudie la Philosophie, politique et économie au New College d'Oxford (MA), puis obtient un MSc en économie à la London School of Economics.
Elle travaille comme économiste à la Banque d'Angleterre et à l'ambassade britannique à Washington, D.C. entre 2000 et 2006.

## Politique
Reeves cite l'influence de son père sur elle et sa sœur Ellie Reeves, qui les ont amenées vers la Social-démocratie. Elle a rejoint le Parti travailliste à l'âge de seize ans.
Reeves s'est présentée comme candidate du Parti travailliste au siège conservateur de Bromley and Chislehurst aux élections générales de 2005, terminant deuxième. Elle s'est également présentée à l'élection partielle de 2006 dans la même circonscription, à la suite du décès du député conservateur Eric Forth, et termine à la quatrième place. Le vote travailliste est passé de 10 241 voix à 1 925, ce qui a été décrit comme une « humiliation » pour le parti travailliste. Le résultat a été la pire performance pour un parti au pouvoir depuis 1991,.
Reeves déménage à Leeds en 2006 pour travailler pour HBOS. Elle est sélectionnée pour se présenter à Leeds West lors des élections générales de 2010 pour remplacer John Battle, qui a choisi de prendre sa retraite.
Faisant écho à des titres similaires de publications de Roy Jenkins en 1959 et Tony Wright en 1997, Reeves a écrit la nouvelle édition de Why Vote Labor? à l'approche des élections générales de 2010, dans le cadre d'une série de plaidoiries pour chacun des principaux partis politiques.

## Carrière parlementaire

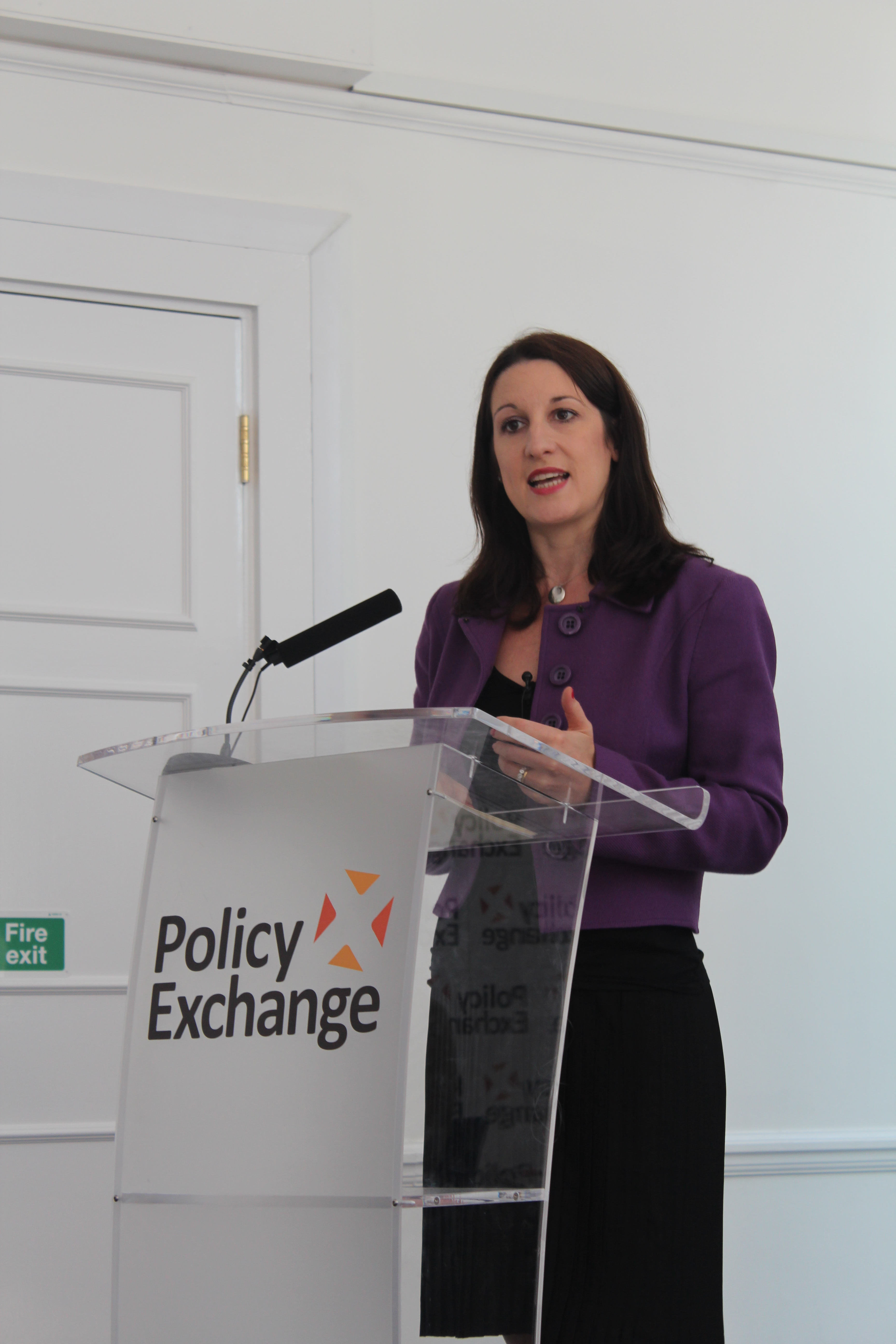
Rachel Reeves s'exprimant en 2012.

Reeves est élue avec une majorité de 7 016 voix le 6 mai 2010, une réduction de 5 794 voix de la majorité dont bénéficiait Battle. Début 2017, elle publie une biographie d'Alice Bacon, qui est la première femme ayant représenté Leeds North East puis Leeds South East entre 1945 et 1970.
Dans son premier discours, prononcé le 8 juin 2010, Reeves salue le travail de son prédécesseur John Battle et s'engage à lutter pour l'emploi, la croissance et la prospérité de Leeds West. Elle s'engage également à suivre la situation des victimes de la catastrophe de l'amiante d'Armley et leurs familles.
Après les élections de 2010, elle soutient Ed Miliband pour la direction du parti travailliste. Après être devenu membre du Parlement, Reeves est nommée au Comité spécial du ministère des Affaires, de l'Innovation et des Compétences puis ministre des Pensions fantômes en octobre 2010. Elle est promue au poste de secrétaire en chef du Trésor du Cabinet fantôme en octobre 2011.
Elle est désignée en 2011 par le journal The Guardian comme l'un des nombreux parlementaires qui emploient des stagiaires non rémunérés, une pratique qui, selon certains, peut enfreindre la loi sur le salaire minimum national de 1998. Toujours en 2011, The Independent indique qu'elle est membre d'un groupe de nouveaux parlementaires travaillistes connus sous le nom de « Nando's Five » : les autres étant Luciana Berger, Jonathan Reynolds, Emma Reynolds et Chuka Umunna.
Elle soutient Owen Smith aux élections à la direction du Parti travailliste en 2016.
En septembre 2017, le commentateur conservateur Iain Dale place Reeves au numéro 94 de sa liste des « 100 personnes les plus influentes de gauche », en baisse de dix places par rapport à l'année précédente.

### Positions politiques
Reeves écrit une étude sur la Crise financière mondiale de 2007-2008 pour la Fabian Society, l'Institut de recherche sur les politiques publiques, Socialist Environment and Resources Association et le European Journal of Political Economy. À la suite de son élection en tant que députée, elle écrit sur l'orientation de la politique budgétaire du gouvernement britannique dans le Renouvellement. Dans un article intitulé « The Politics of Deficit Reduction », Reeves propose sa critique de la situation financière actuelle et des efforts pour réduire le déficit budgétaire.
elle est partisan de l'Assouplissement quantitatif pour atténuer la Crise économique mondiale des années 2008 et suivantes, après avoir étudié les effets de la politique sur le Japon au début des années 2000.
Reeves soutient le projet ferroviaire à High Speed 2 et soulève la question à la Chambre des communes, ainsi que la campagne pour la gare proposée de Kirkstall Forge. Elle est également impliquée dans la campagne pour sauver les bains historiques de Bramley, et la campagne pour sauver l'unité cardiaque des enfants à l'infirmerie générale de Leeds.
Reeves est vice-présidente des Labour Friends of Israel. Elle a contribué sur un chapitre à un livre sur la politique et la société israéliennes et soutient la Fondation Auschwitz-Birkenau,.

## Ouvrages
La biographie par Reeves de la politicienne travailliste Alice Bacon, Baronne Bacon (1909-1993), intitulée Alice à Westminster : La vie politique d'Alice Bacon, a été publiée en 2017.
Elle contribue régulièrement au journal Guardian et aux sites Web de LabourList et de Progress en ligne.

## Vie privée
Reeves est mariée à Nicholas Joicey, un fonctionnaire et ancien secrétaire privé et rédacteur de discours de Gordon Brown. Le couple a des maisons à Bramley à Leeds et à Londres. Reeves a annoncé sa première grossesse le 20 septembre 2012, donnant naissance à une fille,. Elle a ensuite donné naissance à un fils en 2015 .
La sœur cadette de Reeves, Ellie, est la parlementaire travailliste de Lewisham West and Penge, mariée à John Cryer, parlementaire travailliste de Leyton and Wanstead.